# Auneuil
Auneuil és un municipi francès, situat al departament de l'Oise i a la regió dels Alts de França. L'any 2007 tenia 2.760 habitants.

## Demografia

### Població
El 2007 la població de fet d'Auneuil era de 2.760 persones. Hi havia 1.020 famílies de les quals 220 eren unipersonals (76 homes vivint sols i 144 dones vivint soles), 292 parelles sense fills, 432 parelles amb fills i 76 famílies monoparentals amb fills.
La població ha evolucionat segons el següent gràfic:
Habitants censats

### Habitatges
El 2007 hi havia 1.082 habitatges, 1.021 eren l'habitatge principal de la família, 25 eren segones residències i 36 estaven desocupats. 911 eren cases i 136 eren apartaments. Dels 1.021 habitatges principals, 611 estaven ocupats pels seus propietaris, 380 estaven llogats i ocupats pels llogaters i 30 estaven cedits a títol gratuït; 49 tenien una cambra, 42 en tenien dues, 151 en tenien tres, 277 en tenien quatre i 502 en tenien cinc o més. 671 habitatges disposaven pel capbaix d'una plaça de pàrquing. A 413 habitatges hi havia un automòbil i a 445 n'hi havia dos o més.

### Piràmide de població
La piràmide de població per edats i sexe el 2009 era:
| Homes | Edats   | Dones |
| ----- | ------- | ----- |
| 0     | 95 o +  | 4     |
| 0     | 90 a 94 | 4     |
| 8     | 85 a 89 | 8     |
| 8     | 80 a 84 | 24    |
| 16    | 75 a 79 | 40    |
| 40    | 70 a 74 | 56    |
| 44    | 65 a 69 | 56    |
| 52    | 60 a 64 | 64    |
| 44    | 55 a 59 | 28    |
| 80    | 50 a 54 | 48    |
| 128   | 45 a 49 | 104   |
| 112   | 40 a 44 | 108   |
| 84    | 35 a 39 | 120   |
| 100   | 30 a 34 | 108   |
| 120   | 25 a 29 | 104   |
| 64    | 20 a 24 | 68    |
| 108   | 15 a 19 | 116   |
| 124   | 10 a 14 | 104   |
| 136   | 5 a 9   | 132   |
| 92    | 0 a 4   | 72    |

## Economia
El 2007 la població en edat de treballar era de 1.799 persones, 1.324 eren actives i 475 eren inactives. De les 1.324 persones actives 1.176 estaven ocupades (657 homes i 519 dones) i 148 estaven aturades (61 homes i 87 dones). De les 475 persones inactives 146 estaven jubilades, 149 estaven estudiant i 180 estaven classificades com a «altres inactius».

### Ingressos
El 2009 a Auneuil hi havia 1.012 unitats fiscals que integraven 2.800,5 persones, la mediana anual d'ingressos fiscals per persona era de 17.607 €.

### Activitats econòmiques
Dels 99 establiments que hi havia el 2007, 1 era d'una empresa alimentària, 1 d'una empresa de fabricació d'elements pel transport, 8 d'empreses de fabricació d'altres productes industrials, 15 d'empreses de construcció, 27 d'empreses de comerç i reparació d'automòbils, 11 d'empreses de transport, 3 d'empreses d'hostatgeria i restauració, 3 d'empreses d'informació i comunicació, 3 d'empreses financeres, 5 d'empreses immobiliàries, 8 d'empreses de serveis, 9 d'entitats de l'administració pública i 5 d'empreses classificades com a «altres activitats de serveis».
Dels 28 establiments de servei als particulars que hi havia el 2009, 1 era una oficina d'administració d'Hisenda pública, 1 gendarmeria, 1 oficina de correu, 2 oficines bancàries, 3 tallers de reparació d'automòbils i de material agrícola, 1 autoescola, 3 paletes, 1 guixaire pintor, 4 fusteries, 3 lampisteries, 1 electricista, 2 empreses de construcció, 2 perruqueries, 2 restaurants i 1 saló de bellesa.
Dels 9 establiments comercials que hi havia el 2009, 2 eren supermercats, 1 una botiga de menys de 120 m², 2 carnisseries, 1 una sabateria, 1 una botiga de material de revestiment de parets i terra i 2 floristeries.
L'any 2000 a Auneuil hi havia 16 explotacions agrícoles.

## Equipaments sanitaris i escolars
El 2009 hi havia 2 farmàcies i 1 ambulància.
El 2009 hi havia 1 escola maternal i 2 escoles elementals. Auneuil disposava d'un col·legi d'educació secundària amb 539 alumnes.

## Poblacions més properes
El següent diagrama mostra les poblacions més properes.